# アナイス・ドゥムースティエ
アナイス・ドゥムースティエ（Anaïs Demoustier、 1987年9月29日 - ）は、フランスの女優。

## バイオグラフィ
フランスのノール＝パ・ド・カレー地域圏ノール県リールで出生。2人の姉妹と1人の兄がいる。主にノール県ヴィルヌーヴ＝ダスクで育つ。幼小より演技クラスに参加。2005年、バカロレアを取得後、パリ第3大学に入学したが役者としてのキャリアを追い求めるためほどなく中退した。

### 役者活動
13歳の時、『約束　ラ・プロミッセ』で映画初出演を飾る。2003年、ミヒャエル・ハネケ監督の映画『タイム・オブ・ザ・ウルフ』に出演、イザベル・ユペールの娘エヴァ役を演じた。
アンナ・ノヴィヨン（Anna Novion）監督の2008年公開スウェーデン・フランス合作映画『Les Grandes Personnes』でジャン＝ピエール・ダルッサンと共演、同映画で2009年度セザール賞有望若手女優賞の候補となった。
2010年に公開されたイザベル・チャイカ（Isabelle Czajka）監督の映画『愛と冷たい水』で再び、セザール賞有望若手女優賞にノミネートされた。次いで、
2011年度のシュザンヌ・ビアンケッティ賞ならびにロミー・シュナイダー賞をそれぞれ受賞している。
フランスで2011年に公開されたロベール・ゲディギャン監督による映画『キリマンジャロの雪』にジャン＝ピエール・ダルッサン、アリアンヌ・アスカリッドらとともに出演した。

## 主な出演作
- 約束　ラ・プロミッセ Le Monde de Marty (2000)
- タイム・オブ・ザ・ウルフ Le Temps du loup (2003) DVDスルー
- Barrage (2006)
- L'Année suivante (2007)
- Hellphone (2007)
- Le Prix à payer (2007)
- 大人たち les grandes personnes (2007) TV5MONDE放映
- Les Murs porteurs (2008)
- 美しいひと La Belle Personne (2008)
- ちょっと！　Zcuse-nous (2008) 短編、TV5MONDE字幕付放映
- Sois sage (2009)
- Donne-moi la main (2009)
- ジョルジュ・サンドとファンシェット　George et Fanchette (2010) TV映画、TV5MONDE字幕付放映
- L'Enfance du mal (2010)
- 骨折　Fracture (2010) TV映画、TV5MONDE字幕付放映
- 愛と冷たい水　D'amour et d'eau fraîche (2010)
- 美しき棘　Belle Épine (2010)
- La Tête ailleurs (2010)
- 親愛なる神父様　Monsieur l'Abbé (2010／短編、ブランディーヌ・ルノワール) 2016年TV5MONDEで放映
- キリマンジャロの雪　Les Neiges du Kilimandjaro (2011)
- ジュリエット・ビノシュ in ラヴァーズ・ダイアリー　Elles (2011)
- 生きる喜び　La Joie de Vivre (2011) TV映画、TV5MONDE字幕付放映
- L'Hiver dernier (2012)
- テレーズ・デスケルウ　Thérèse Desqueyroux (2012) フランス映画祭上映、WOWOW放映題「テレーズの罪」
- Grand garçon (2012)
- バードピープル Bird People (2013）
- 間奏曲はパリで La ritournelle (2013)
- 彼は秘密の女ともだち Une nouvelle amie（2014)
- 一筋縄ではいかない Situation amoureuse : c'est compliqué (2014) TV5MONDE放映
- 禁断のエチュード マルグリットとジュリアン Marguerite et Julien (2015／ヴァレリー・ドンゼッリ)
- Les Malheurs de Sophie (2016／クリストフ・オノレ)
- Existe en blanc (2016／ベルトラン・ブリエ)
- 海辺の家族たち La Villa（2017)